# Rhagodia persica
Rhagodia persica är en spindeldjursart som beskrevs av Roewer 1933. Rhagodia persica ingår i släktet Rhagodia och familjen Rhagodidae. Inga underarter finns listade i Catalogue of Life.